# Ritratto del principe Baltasar Carlos a cavallo
Il principe Baltasar Carlos a cavallo è un dipinto a olio su tela (209x173 cm) realizzato nel 1635 circa dal pittore Diego Velázquez. È conservato nel Museo del Prado.
Il dipinto fu realizzato intorno al 1635 per il Salón de Reinos nel Palazzo Reale del Buen Retiro.